# تالار زرگران

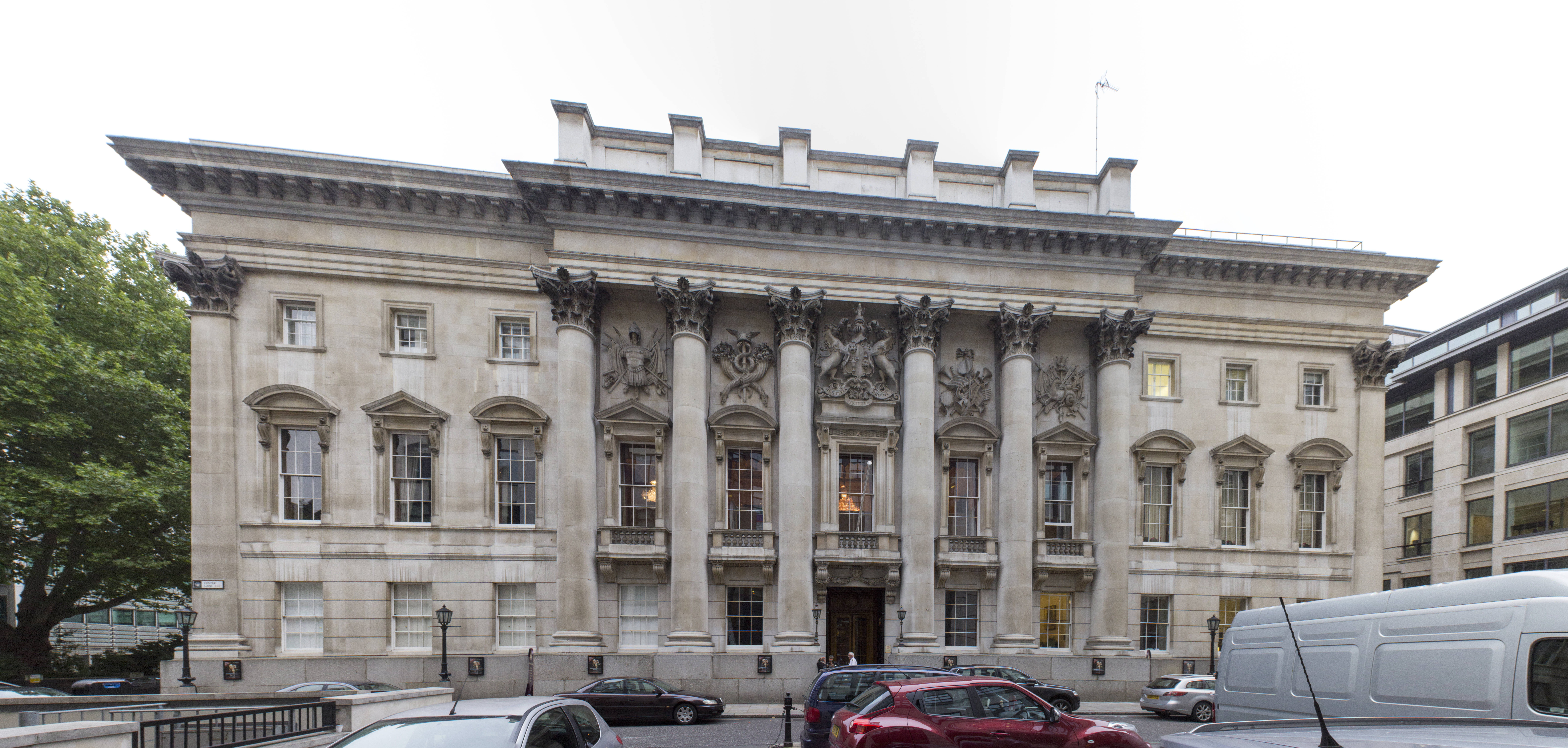
تالار زرگران

تالار زرگران یا گُلدسمیتس هال (انگلیسی: Goldsmiths' Hall) یک بنای فهرست‌شدهٔ ردهٔ ۱ در سیتی لندن است. این بنا مقر اتحادیهٔ زرگرها، یکی از دوازده هیئت بزرگ در سیتی لندن است. روزنامهٔ ایلاستریتد لاندن نیوز این بنا را «عظیم‌ترین تالار سیتی لندن» توصیف می‌کند. این مکان از سال ۱۳۳۹ میلادی مقر اتحادیهٔ زرگرها بوده‌است. اطلاعات چندانی در مورد دورهٔ نخست تالار در دست نیست. بازسازی آن در دورهٔ دوم در سال ۱۴۰۷ میلادی توسط دروگو بارنتین که دو بار لرد میر لندن بوده صورت گرفته‌است. پس از آتش‌سوزی بزرگ لندن در ۱۶۶۶ بازسازی دیگری صورت گرفت و در اواخر دههٔ ۱۸۲۰ تخریب شد.
دورهٔ سوم و کنونی آن توسط فیلیپ هاردویک طراحی شد و در ۱۸۳۵ افتتاح شد. در جنگ جهانی دوم بمبی در گوشهٔ جنوب غربی بنا منفجر شد ولی ساختمان آسیب چندانی ندید و بعد از جنگ بازسازی شد.